# La Naissance de Vénus (Gérôme)
Pour les articles homonymes, voir La Naissance de Vénus.
La Naissance de Vénus ou L'Étoile ou Vénus sortant des eaux est un tableau peint par Jean-Léon Gérôme et daté de 1890. 
Il dépeint la naissance mythologique de Vénus de la mer. Vendu aux enchères en 1991, il est actuellement dans une collection privée.